# 意法-爱立信
ST-Ericsson，一間無廠半導體晶片設計公司，主要產品為無線傳輸平台，全球五大手機製造公司中有四間都使用它的晶片。它由爱立信公司與意法半導體各出資一半，合資經營，於2009年2月3日創立，總部位於瑞士日內瓦。2013年結束營業。

## 歷史
2012年12月，意法半導體宣布，於2013年第三季從ST-Ericsson撤資，出售他們手中的持股。2013年3月，意法半導體與愛立信公司共同宣布，在2013年8月2日後關閉ST-Ericsson，雙方各自撤回資金與技術。GPS部門被英特爾收購。

## 外部連結
- ST-Ericsson